# Leptomerinthoprora rubripes
Leptomerinthoprora rubripes is een rechtvleugelig insect uit de familie veldsprinkhanen (Acrididae). De wetenschappelijke naam van deze soort is voor het eerst geldig gepubliceerd in 1983 door Rowell.